# Ghosal-Syndrom
Das Ghosal-Syndrom ist eine sehr seltene angeborene Skelettdysplasie mit den Hauptmerkmalen erhöhte Knochendichte besonders der Diaphysen kombiniert mit einer Anämie und kann als eine Form einer Diaphysären Dysplasie angesehen werden.
Synonyme sind: Dysplasie, diaphysäre – Anämie; Dysplasie, hämatodiaphysäre, Typ Ghosal; englisch Ghosal hematodiaphyseal dysplasia; GHDD
Die Bezeichnung bezieht sich auf den Erstautor der Erstbeschreibung aus dem Jahre 1988 durch die indischen Ärzte S. P. Ghosal und Mitarbeiter.

## Verbreitung
Die Häufigkeit wird mit unter 1 zu 1.000.000 angegeben, bislang wurde über mehr als 20 Betroffen berichtet, die meisten in Indien und im Mittleren Osten. Die Vererbung erfolgt autosomal-rezessiv.

## Ursache
Der Erkrankung liegen homozygote Mutationen im TBXAS1-Gen auf Chromosom 7 Genort q34 zugrunde, welches für die Thromboxansynthase kodiert.

## Klinische Erscheinungen
Klinische Kriterien sind:
- ausgeprägte Anämie
- Splenomegalie
- Schmerzen in den Beinen

## Diagnose
Die Diagnose ergibt sich aus der Kombination klinischer Befunde: auf Steroide ansprechende Anämie, Leukopenie und Thrombozytopenie und Veränderungen an den Diaphysen und Metaphysen der langen Röhrenknochen im Röntgenbild mit erweitertem Markraum und endostale (zum Markraum gerichtete) Hyperostose.

## Differentialdiagnostik
Abzugrenzen ist hauptsächliche das Engelmann-Syndrom, bei dem nur die Diaphysen betroffen sind und auch keine Blutbildungsstörung vorliegt.

## Therapie
Die Behandlung besteht aus oraler Gabe von niedrig dosierten Steroiden über mehrere Jahre.